# Kindereisenbahn Karaganda
| Kindereisenbahn Karaganda | Kindereisenbahn Karaganda |
| ------------------------- | ------------------------- |
| Diesellokomotive TU2-5972 |                           |
| Streckenlänge:            | 5,1 km                    |
| Spurweite:                | 750 mm (Schmalspur)       |
|                           |                           |

Die Kindereisenbahn Karaganda (russisch Карагандинская детская железная дорога, Karagandinskaja detskaja schelesnaja doroga) ist eine schmalspurige Parkeisenbahn in Karaganda (oder Qaraghandy) in Kasachstan. Die Strecke mit einer Spurweite von 750 Millimetern hat eine Länge von 5,1 Kilometern. Sie hat zwei hölzerne Bahnhofsgebäude. Die Bahn wurde am 1. Mai 1957 als eine der vielen Pioniereisenbahnen in der Sowjetunion eröffnet und war 2001–2004 und 2006–2007 vorübergehend außer Betrieb. Im Juli 2007, Mai 2008 und August 2009 war sie aber wieder in Betrieb.

## Geschichte
Am 22. August 1956, dem Tag des Bergmanns, wurden mehrere Testfahrten auf der ursprünglich nur 1,8 Kilometer langen Strecke durchgeführt, aber der reguläre Betrieb wurde erst am 1. Mai 1957 aufgenommen. Anfangs wurden die Lokomotiven im zweigleisigen Bahnhof Pionerskaja jeweils an das andere Ende des Zuges umgesetzt, aber beim Bahnhof Komsomolskaja gab es eine Kehrschleife. An beiden Streckenenden standen hölzerne Bahnhofsgebäude. Das von Komsomolskaja ist es noch erhalten, aber das von Pionerskaja existierte nur bis in die späten 1960er oder frühen 1970er Jahre. Jetzt gibt es nur noch den kleinen Backsteinbau des Stationsvorstehers.
In der Dampflokzeit bestand der Zug aus drei leichten hölzernen Wagen mit einer Länge von nicht mehr als sieben bis acht Metern. Wahrscheinlich Mitte der 1960er Jahre wurden sie durch Ganzmetall-Personenwagen eines unbekannten Herstellers ersetzt, und später durch drei Wagen der polnischen PAFAWAG. Um 1990 wurden die fünf einheimischen Wagen durch drei längere polnische Wagen ersetzt und die Bahnsteige entsprechend verlängert.

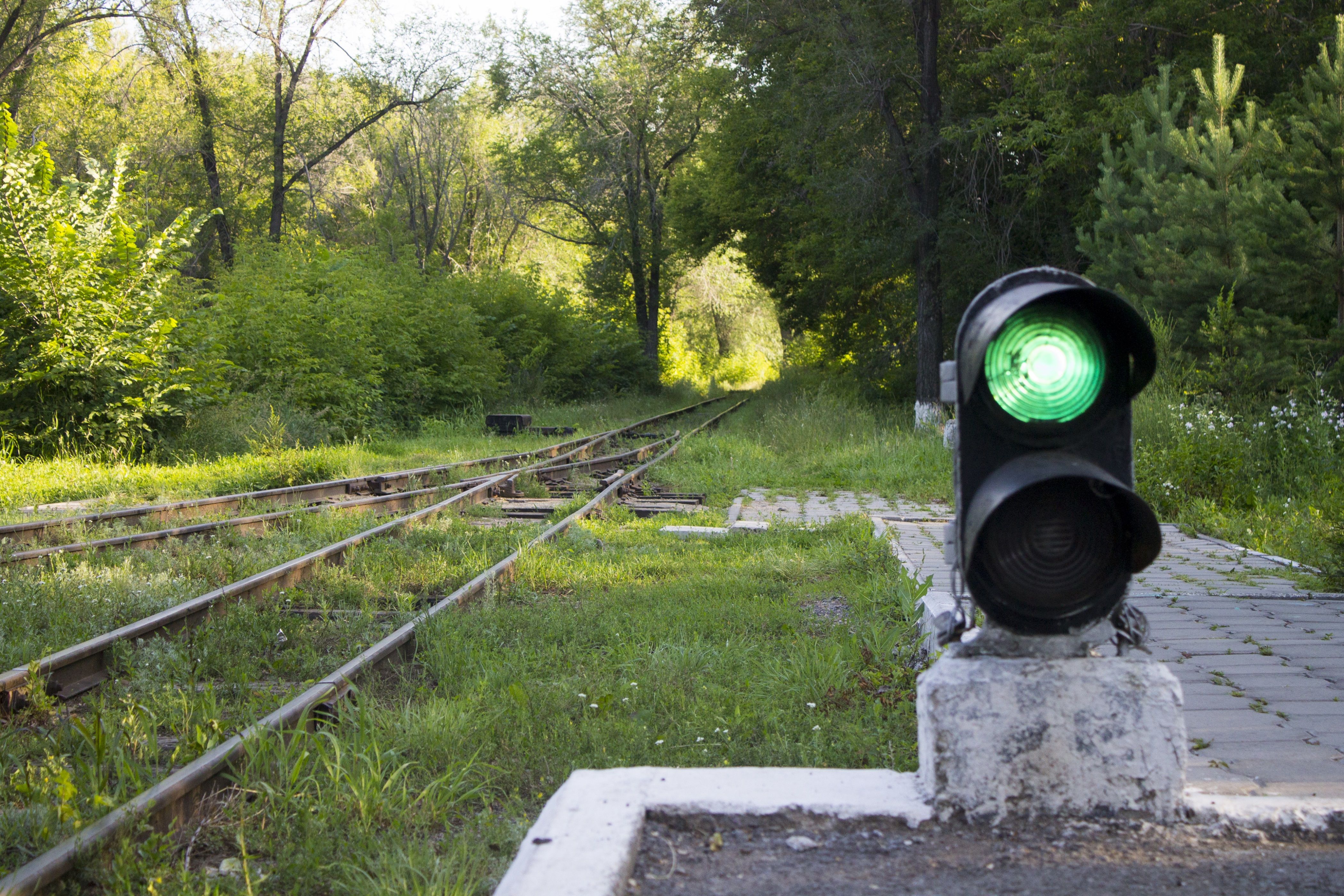
Moderne Lichtsignalanlage

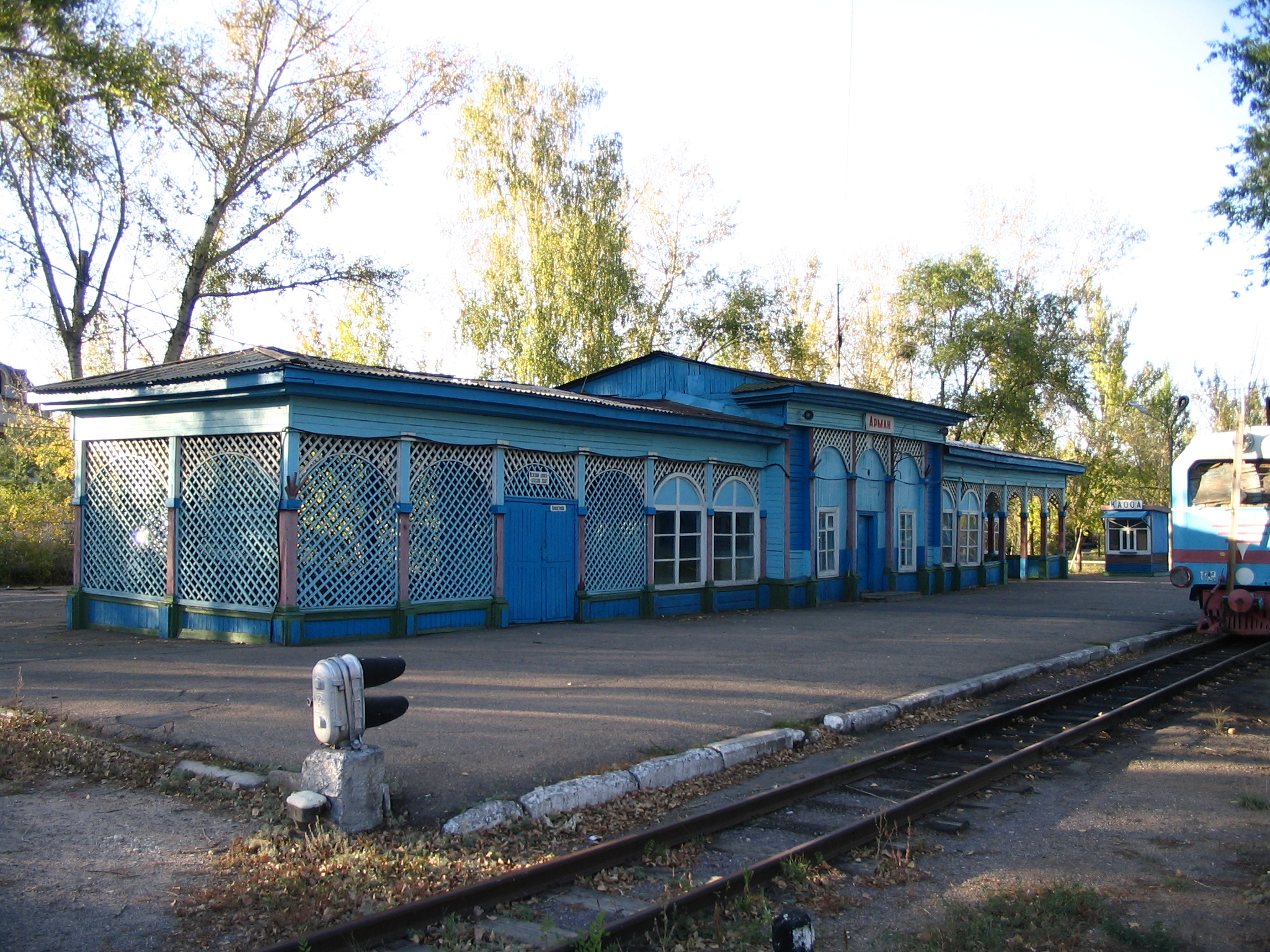
Bahnhof Arman, 2006

Im Zuge der Renovierung der Gleise wurde auch das Signalsystem modernisiert. In den 1990er Jahren wurde der Bahnhof von Komsomolskaja in Arman umbenannt, und der Bahnhof Pionerskaja, der an einen neuen Standort verlegt wurde, wurde Druschba genannt.
Wie viele andere ehemalige Pioniereisenbahnen in Kasachstan drohte die Kindereisenbahn Karaganda, Ende der 90er Jahre an finanziellen Problemen zu scheitern. Im Winter 2000 informierte die staatliche Eisenbahngesellschaft Kasachstan Temir Scholy die Geschäftsführung der Kindereisenbahn über die bevorstehende Beendigung der Finanzierung. Nachdem die Geschäftsleitung der Ispat-Karmet (Испат-Кармет), der Nachfolger des Karagandaer Hüttenwerk-Kombinats (Карагандинский металлургический комбинат), das eine eigene Lokomotiv- und Wagenflotte besitzt, von den Finanzierungsproblemen gehört hatte, sprach sie den Wunsch aus, die Kinderbahn wiederzubeleben. Unerwarteter Weise bewilligte die Führung der staatlichen Eisenbahngesellschaft daraufhin die notwendigen Mittel für die erforderlichen Reparaturen an den Fahrzeugen und der Infrastruktur der Kindereisenbahn.
Die Saison 2001 verlief ohne Probleme. Um den Umsatz zu steigern, wurde sogar wie bei der Kindereisenbahn Qostanai (Кустанайской ДЖД) ein Hochzeitszug eingeführt. Trotzdem konnte die Kindereisenbahn nicht profitabel betrieben werden, so dass das Management der staatlichen Eisenbahngesellschaft die Finanzierung der Kinderbahn einstellte. Im November 2001 wurde fast das gesamte Personal der Kindereisenbahn entlassen und ihr Chef in den Wachdienst versetzt. Die Kindereisenbahn wurde von der staatlichen Eisenbahngesellschaft Kasachstan Temir Scholy an eine Tochtergesellschaft abgetreten und von dieser ein Jahr später zum Verkauf ausgeschrieben. Es gab Befürchtungen, dass die Kindereisenbahn verkauft oder verschrottet würde. Im Sommer 2004 bat der örtliche Ältestenrat die Provinzregierung, die Kindereisenbahn wiederherzustellen. Nach langen Auseinandersetzungen gelang es, die staatliche Eisenbahngesellschaft zu überreden, die Kindereisenbahn noch einmal zu reparieren. Am 1. August 2004 wurde sie daraufhin wieder für den Personenverkehr geöffnet. Ende Dezember 2004 wurde sie kostenlos an die Verwaltung der Parks der Kultur und Erholung übertragen. Seitdem sieht das Stadtbudget Geld für ihre Instandhaltung vor.

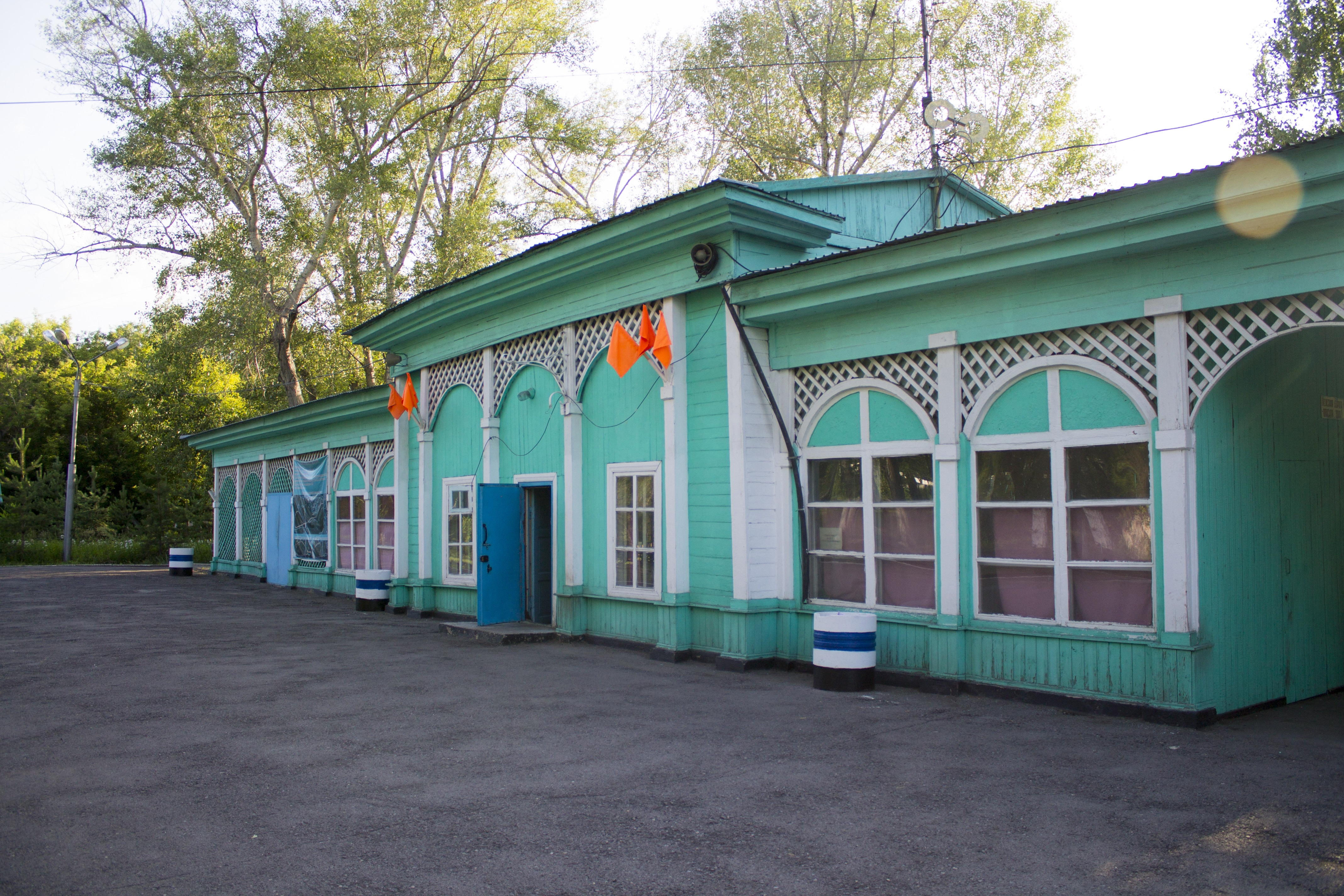
Bahnhof Arman, 2016

Weil nach der mehrjährigen Stillstandszeit keine ausreichend qualifizierten Jugendlichen gefunden werden konnten, um die Bahn zu betreiben, wurde sie im Sommer 2004 von Erwachsenen betrieben. Für die Provinzregierung von Karaganda ist es schwierig, die Strecke auf eigene Kosten ohne Unterstützung durch die staatliche Bahngesellschaft zu erhalten. 2006 und dem ersten Halbjahr von 2007 konnte die Kinderbahn daher nicht betrieben werden. Die Strecke wurde in dieser Zeit an einigen Stellen beim Verlegen von Rohrleitungen beschädigt, aber im Juli 2007 wurden sowohl die Strecke als auch die Schienenfahrzeuge repariert und der Betrieb durch Erwachsene wieder aufgenommen, allerdings ohne die Aufgabe, zukünftige Eisenbahner auszubilden.

## Schienenfahrzeuge

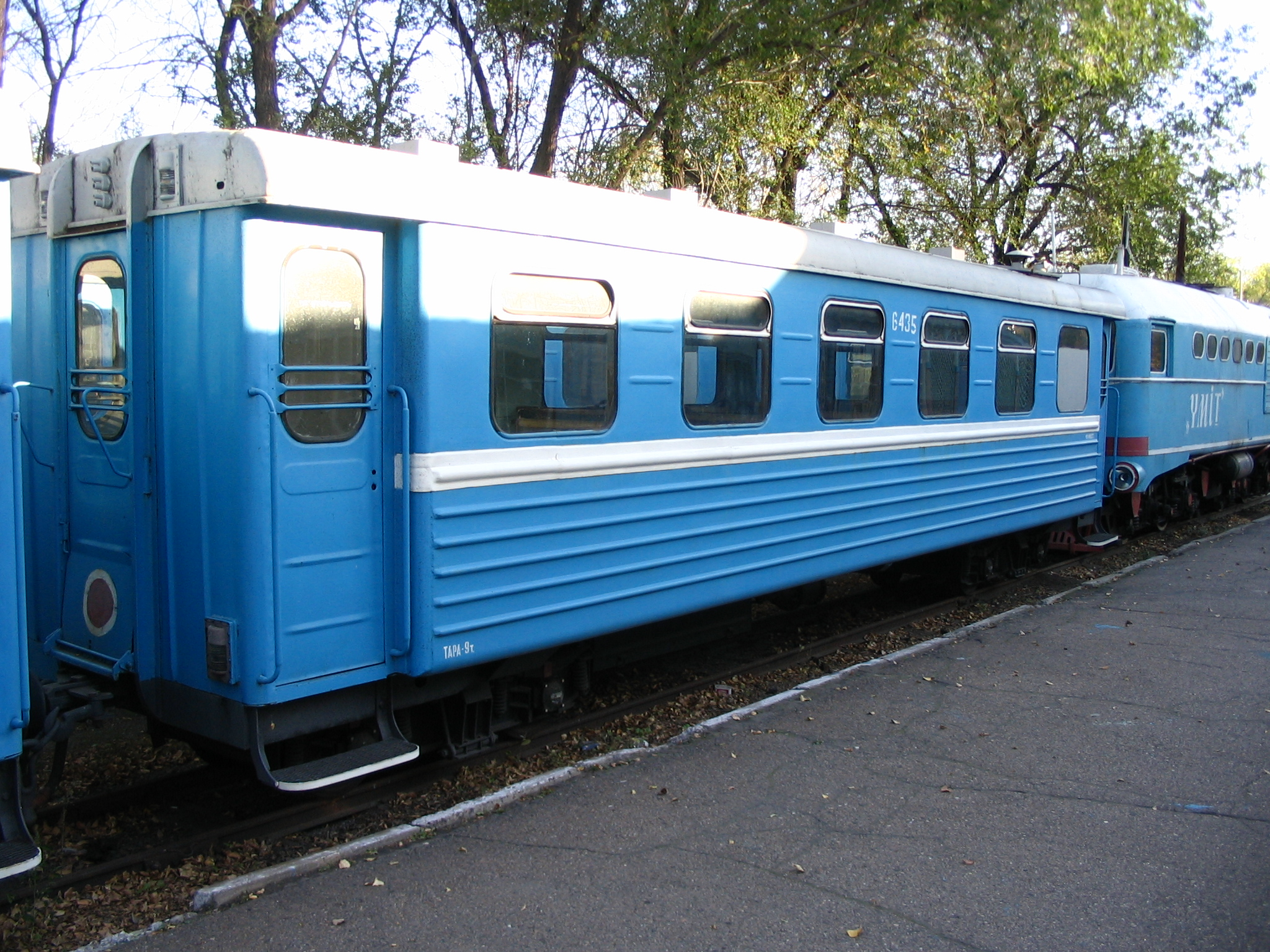
PV40-Wagen und Diesellokomotive TU2

Anfangs gab es eine Dampflokomotive WP1-805-27, die aufgrund der ungewöhnlichen Nummerierung zuvor wohl bei einer Werksbahn eingesetzt worden war. Spätestens 1961 erhielt Kindereisenbahn die Diesellokomotive TU2-115. In den frühen 1970er Jahren wurde die Diesellokomotive TU2-037 beschafft. Diese wurde 1987–1989 zur Generalüberholung geschickt, und im Gegenzug erhielt die Kindereisenbahn eine Diesellokomotive TU2-111 von der Kindereisenbahn Qostanai, die immer noch in Betrieb ist. Außerdem gab es drei hölzerne Wagen und mindestens drei aus Metall hergestellte Wagen unbekannter Art sowie drei aus Polen importierte Pafawag-Wagen.